# Râul Valea Măgurii, Valea lui Vasile
Râul Valea Măgurii este un curs de apă, afluent al râului Valea lui Vasile. 

## Hărți
- Harta munții Pădurea Craiului  Arhivat în 16 ianuarie 2010, la Wayback Machine.
- Harta munții Apuseni